# El Pantera
El Pantera (2007–2009) – meksykański serial kryminalny nadawany przez stację Televisa od 7 maja 2007. 

## Opis fabuły
Gervasio Robles (Luis Roberto Guzmán) za zabójstwo swojej narzeczonej został skazany na pięć lat. Później okazało się że, niesłusznie odsiaduje karę za przestępstwo, którego nie popełnił. Podczas pobytu w więzieniu nauczył się walki i obrony. Po wyjściu na wolność otrzymuje od policji ofertę, ma pomóc w walce ze światem prostytucji, narkotyków, korupcji i przemocy. 

## Characters
- Luis Roberto Guzmán jako Gervasio/El Pantera
- Ignacio López Tarso jako General Porfirio Ayala
- Alicia Machado jako Diana
- Irán Castillo jako Rosaura
- Raul Padilla jako El Gorda
- Vanessa Terkes jako Lola
- Miguel Pizarro jako El Curro
- Gerardo Taracena jako El Mandril
- Javier Escobar jako Tereso
- Maria Rocio Garcia jako Lolets
- Opi Dominguez jako Artemisa
- Issabela Camil jako Virginia
- Oscar Bonfiglio jako Godinez
- Andres Garcia jako El Rubio Barrios
- Rodolfo de Anda jako Santos
- Luis Couturier jako El Secretario de Defensa Alconedo
- Luis Gatica jako El Procurador